# Транспортная логистика
Транспортная логистика — система по организации доставки, а именно по перемещению каких-либо материальных предметов, веществ и пр.
Оптимальным считается маршрут, по которому возможно доставить логистический объект в кратчайшие сроки (или предусмотренные сроки) с минимальными затратами, а также с минимальным вредом для объекта доставки.
Вредом для объекта доставки считается негативное воздействие на логистический объект, как со стороны внешних факторов, так и со стороны временно́го фактора при доставке объектов, попадающих в данную категорию.

## Виды маршрутов
Маршрут, при котором путь следования транспортного средства в прямом и обратном направлении проходит по одной и той же трассе, называется маятниковым маршрутом. Маршрут, при котором путь следования транспортного средства составляет замкнутый контур, называется кольцевым маршрутом. Путь, проходимый транспортным средством от начального до конечного пункта, называется длиной маршрута.

## Функции
Основные:
- Транспортировка — заключается в перемещении продукции транспортным средством по определенной технологии в цепи поставок и состоит из логистических операций и функций.

## Задачи
1. Выбор типа транспортного средства.
2. Совместное планирование транспортных процессов со складскими и производственными операциями.
3. Совместное планирование транспортных процессов на различных видах транспорта.
4. Обеспечение технологического единства транспортно-складского процесса.
5. Определение рациональных маршрутов поставки.

Все эти задачи решаются взаимосвязано, в комплексе.